# Fusillade à Tripoli en 2019
La fusillade de Tripoli est une fusillade de masse survenue le lundi 3 juin 2019 dans la ville de Tripoli au Liban. À la veille de la fête de l'Aïd el-Fitr en soirée vers 22 h 30, Abdel-Rahman Mabsout, terroriste islamiste, tue dans une fusillade deux militaires, le lieutenant Hassan Ali Farhat et le soldat Ibrahim Mohammad Saleh ainsi que deux membres des Forces de sécurité intérieure (FSI), le sergent Johnny Khalil et le caporal Youssef Faraj. Après ses crimes, Mabsout est poursuivi par les forces de l'ordre et un témoin palestinien Saber Mrad qui est touché de trois balles par le terroriste dont deux à la tête mais en survit. Mabsout se réfugie dans une appartement dans la rue de Dar el-Tawlid où il se fait exploser par une bombe attachée à la ceinture à la suite de l’assaut double des FSI et de l’armée.

## L'assaillant
Abdel-Rahman Mabsout, né en 1992 et originaire de Qabr Alzini à Tripoli, est un islamiste qui a combattu dans les forces de l'État islamique en Syrie et a été emprisonné au Liban en 2016 et 2017. Il avait travaillé en tant que garde du corps du chef du parti islamique Jundullah (« Soldats d'Allah ») le cheikh Kanaan Naji, ce dernier est arrêté en octobre 2019 par la sécurité d'État. Les armes utilisées pour sa tuerie sont des acquisitions auprès d'autres gardes du corps du cheikh.

## Contexte

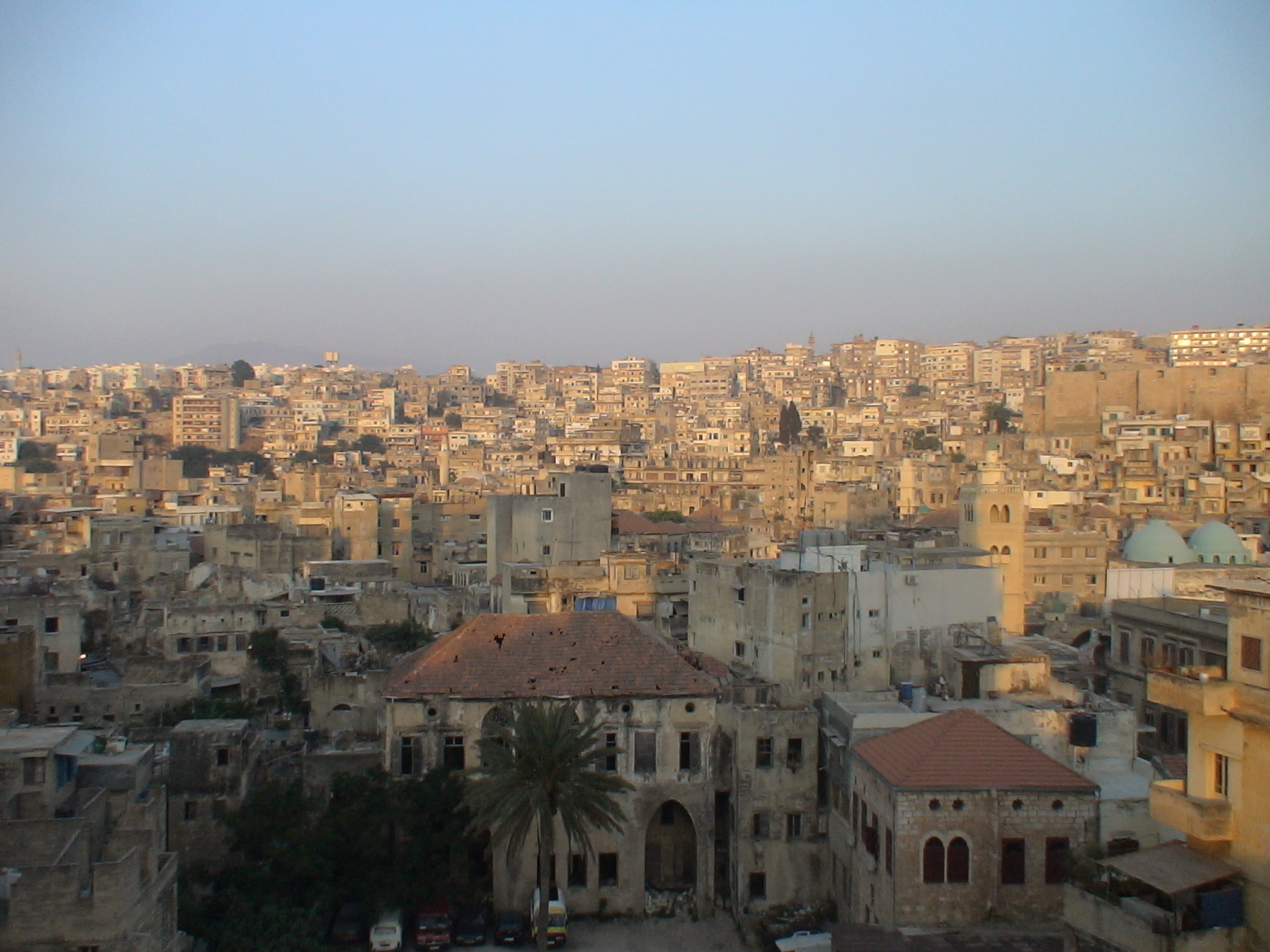
La ville de Tripoli.

La ville de Tripoli se situe tout près du théâtre de la guerre civile syrienne. Par conséquent, les habitants sont très partagés et des camps rivaux s'opposent. Parmi les habitants, certains ont combattu dans les rangs de l'État islamique contre le président syrien Bachar el-Assad, et d'autres ont même combattu contre l'armée libanaise. Il y a eu de nombreux attentats au Liban et dans la ville de Tripoli durant cette guerre, notamment entre 2013 et 2016. Depuis 2016, la ville de Tripoli est toutefois épargnée malgré le fragile équilibre.
L'État islamique a revendiqué par exemple les attentats de Beyrouth du 12 novembre 2015 faisant plus de trente morts en prenant pour cible un quartier chiite de Beyrouth soutenant le groupe islamiste chiite le Hezbollah, ce dernier ayant combattu l'État islamique en Syrie. En décembre 2018, les autorités libanaises déclarent avoir déjoué un attentat à la bombe de l'État islamique lors des élections législatives. Les cibles sont alors les églises chrétiennes, les lieux de culte et les cibles militaires.

## Fusillade
Un homme armé attaque une patrouille des Forces de sécurité intérieure libanaises à Tripoli assassinant deux officiers de police et deux soldats le 3 juin 2019 en soirée. Cela intervient en fin de ramadan à la veille de fête de l'Aïd el-Fitr où la plupart des gens sont en vacances. Le terroriste, Abdel-Rahman Mabsout, conduit une moto en ouvrant le feu sur la patrouille près d'une branche de la banque centrale libanaise, puis Mabsout tire sur tous les véhicules de la police et de l'armée. Il tue alors deux militaires, le lieutenant Hassan Ali Farhat et le soldat Ibrahim Mohammad Saleh ainsi que deux membres des Forces de sécurité intérieure (FSI), le sergent Johnny Khalil et le caporal Youssef Faraj, et en blesse un cinquième grièvement.
La police réplique alors et utilise des gaz lacrymogènes contre Mabsout. Ce dernier, après avoir tiré sur des témoins au hasard de sa course, entre alors dans un immeuble d'habitation et occupe un appartement vide après avoir forcé la porte. Des échanges de coups de feu durent une heure avant que Mabsout actionne sa ceinture d'explosifs pour se suicider, provoquant de lourds dégâts sur l'immeuble.
Rapidement, le ministre de l'Intérieur libanais annonce à la presse l'identité de l'assaillant, Abdel-Rahman Mabsout, et que ce dernier est lié à l'État islamique et aux groupes extrémistes ayant combattu contre le président syrien Bachar el-Assad dans la Guerre civile syrienne. Arrêté en 2016 à son retour au Liban, il est emprisonné à la prison de Roumieh avant d'être libéré en fin d'année 2017. Le ministère de l'Intérieur parle d'un « loup solitaire » même si les armes que s'est procurées le terroriste sont issues des gardes du corps du chef du parti islamique Jundullah (« Soldats d'Allah ») le cheikh Kanaan Naji pour lequel Mabsout a travaillé à sa sortie de prison.

## Réactions
Le Premier ministre, Saad Hariri, déclare que « Le terrorisme a terni la joie de la fête à Tripoli, mais cette noble ville défiera obstinément l'extrémisme et ceux qui déforment les vraies valeurs de l'Islam ».
La Président Michel Aoun déclare dans un communiqué que « la lutte contre le terrorisme était une tâche continue pour les organes sécuritaires, soulignant l’importance de la coordination et de l’échange d’informations entre ces différentes instances et que toute atteinte à la sécurité sera contrecarrée et ce qui s'est passé la veille à Tripoli n'aura pas de conséquences sur la stabilité du pays ».
Le directeur général des Forces de sécurité Intérieure (FSI) Imad Othman déclare que Mabsout souffrait de problèmes psychologiques et la Ministre de l'Intérieur Raya el-Hassan qu'il s'agissait d'un acte individuel.